# Fränkisches Freilandmuseum Bad Windsheim

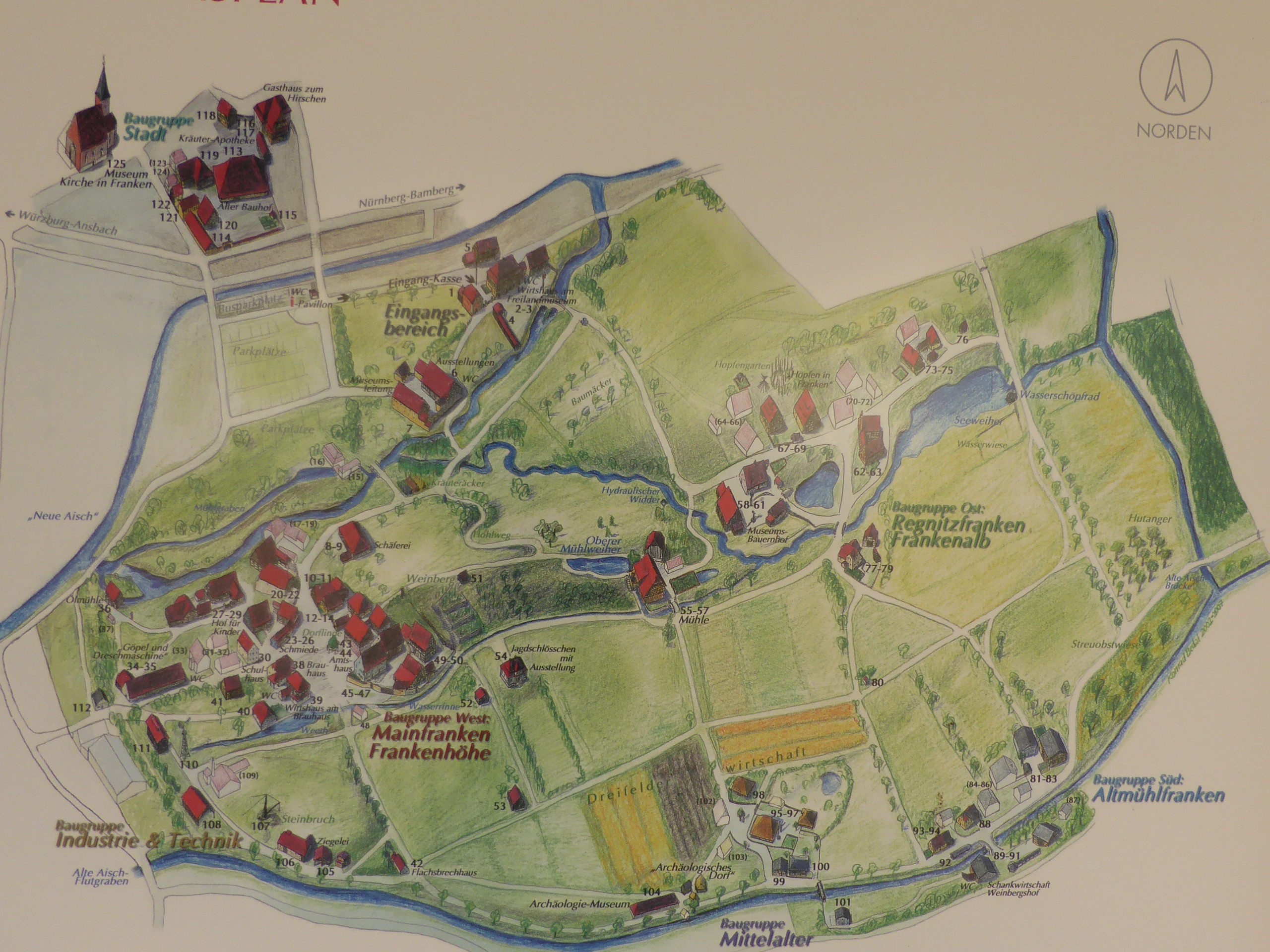
Übersichtsplan des Fränkischen Freilandmuseums Bad Windsheim

Das Fränkische Freilandmuseum Bad Windsheim ist ein 45 Hektar großes Museumsgelände am Südrand der Altstadt von Bad Windsheim. Die Errichtung des Freilandmuseums in der Trägerschaft des Bezirks Mittelfranken wurde am 27. Juli 1976 vom Bezirkstag beschlossen. Im Frühjahr 1979 wurde mit dem Aufbau von Gebäuden begonnen, die von ihren ursprünglichen Standorten in das Museumsgelände versetzt („transloziert“) wurden.
Dieses ist in Häusergruppen (Baugruppen) gegliedert und es werden dort ständig weitere Gebäude aus Mittelfranken möglichst originalgetreu wiederaufgebaut. Mittlerweile stehen über 100 Gebäude im Museumsgelände.

## Beschreibung der Anlage
Im Eingangsbereich befindet sich das erste Gebäude des Museums, ein großes Wirtshausgebäude, das ursprünglich in Oberampfrach stand. Des Weiteren befindet sich am Eingang ein Korbhaus aus Knittelsbach im Landkreis Ansbach.
Die Baugruppe Ost: Regnitzfranken/Frankenalb besteht aus einigen Bauernhäusern, einer Mühle und einem Hopfengarten. Dazu gehört ein Scheunengebäude, das am ursprünglichen Standort der Lagerung und Bearbeitung der Hopfenernte gedient hat. Dort wird auf Schautafeln und alten Geräten ausführlich und anschaulich gezeigt, wie früher Hopfen geerntet und weiterbearbeitet wurde. 2005 wurde eine aus Zirndorf stammende komplette Hofanlage im Museum eröffnet.
Die Baugruppe Süd: Altmühlfranken besteht aus mehreren Jurahäusern mit Kalkplattendächern, darunter ein Taglöhnerhaus aus Marienstein aus dem 14. Jahrhundert.
In der Baugruppe West: Mainfranken/Frankenhöhe wurde neben einigen Bauernhöfen ein Kommunbrauhaus wieder errichtet. Das Brauhaus stand früher in Schlüsselfeld. Heute wird regelmäßig in Schauvorführungen Bier gebraut, das gleich nebenan im Wirtshaus am Kommunbrauhaus ausgeschenkt wird. 2009 wurde das Jagdschlösschen aus Eyerlohe mit einer Dauerausstellung über das Thema Jagd im Obergeschoss eröffnet. 2010 kam in dieser Baugruppe auch das Schulhaus aus Pfaffenhofen dazu und im Jahr 2011 die kleine Hofkapelle aus Rodheim (bei Oberickelsheim) mit einem gegeißelten Heiland.
Im Anschluss an die Baugruppe West ist in den letzten Jahren eine Baugruppe 20. Jahrhundert entstanden. Dort sind ein Stahlhaus, ein Behelfsheim und seit Juni 2019 auch ein Kriegerdenkmal aufgestellt.
In der Baugruppe Industrie & Technik ist u. a. eine funktionstüchtige Ziegelei mit einem Derrickkran eingerichtet.
Die Baugruppe Mittelalter enthält das Archäologie-Museum und das Badhaus Wendelstein.
Ebenfalls zum Museum gehört mit der Baugruppe Stadt ein Ensemble, das sich nicht auf dem eigentlichen Museumsgelände befindet, sondern einige hundert Meter entfernt in der Stadt. Wichtigstes Gebäude ist hier der historische Bauhofstadel von 1441 mit seinem imposanten freitragenden, als Hängesprengwerk ausgeführten Dachstuhl, der eine Fläche 25 × 14 m, also ca. 360 m²  stützenfrei überdeckt. Das Gebäude selbst misst 32 × 21 m mit einer Höhe von 17,2 m. Die niedrigen gemauerten Fachwerk-Außenwände sind bei diesem Gebäude nichttragend. Für den Bau wurden etwa 1000 Stämme Bauholz und etwa 35.000 Dachziegel für das Vollwalmdach in Biberschwanz-Doppeldeckung verwendet. Der genaue Zweck des Gebäudes ist nicht sicher überliefert, historische Akten legen nahe, dass er als Arbeitsplatz und Zwischenlager für Bauelemente, Bretter und Holz aus den städtischen Wäldern diente. Das Gebäude wurde dendrochronologisch über die verwendeten Bauhölzer auf Einschlagdaten von 1441 bis 1444 datiert. Gegenwärtig wird der Bauhof für Ausstellungen und Sonderveranstaltungen wie Vorträge und Konzerte genutzt. Ein Nebengebäude wird als historische Baustelle präsentiert, auf der die verschiedenen alten Bauberufe vorgestellt werden. Im Jahr 2006 wurde zudem das Museum Kirche in Franken eröffnet; es befindet sich in der restaurierten und profanierten Spitalkirche von Bad Windsheim.
2014 wurde beschlossen, eine um das Jahr 1740 erbaute ehemalige Landsynagoge aus Giebelstadt-Allersheim in das Freilandmuseum zu translozieren.

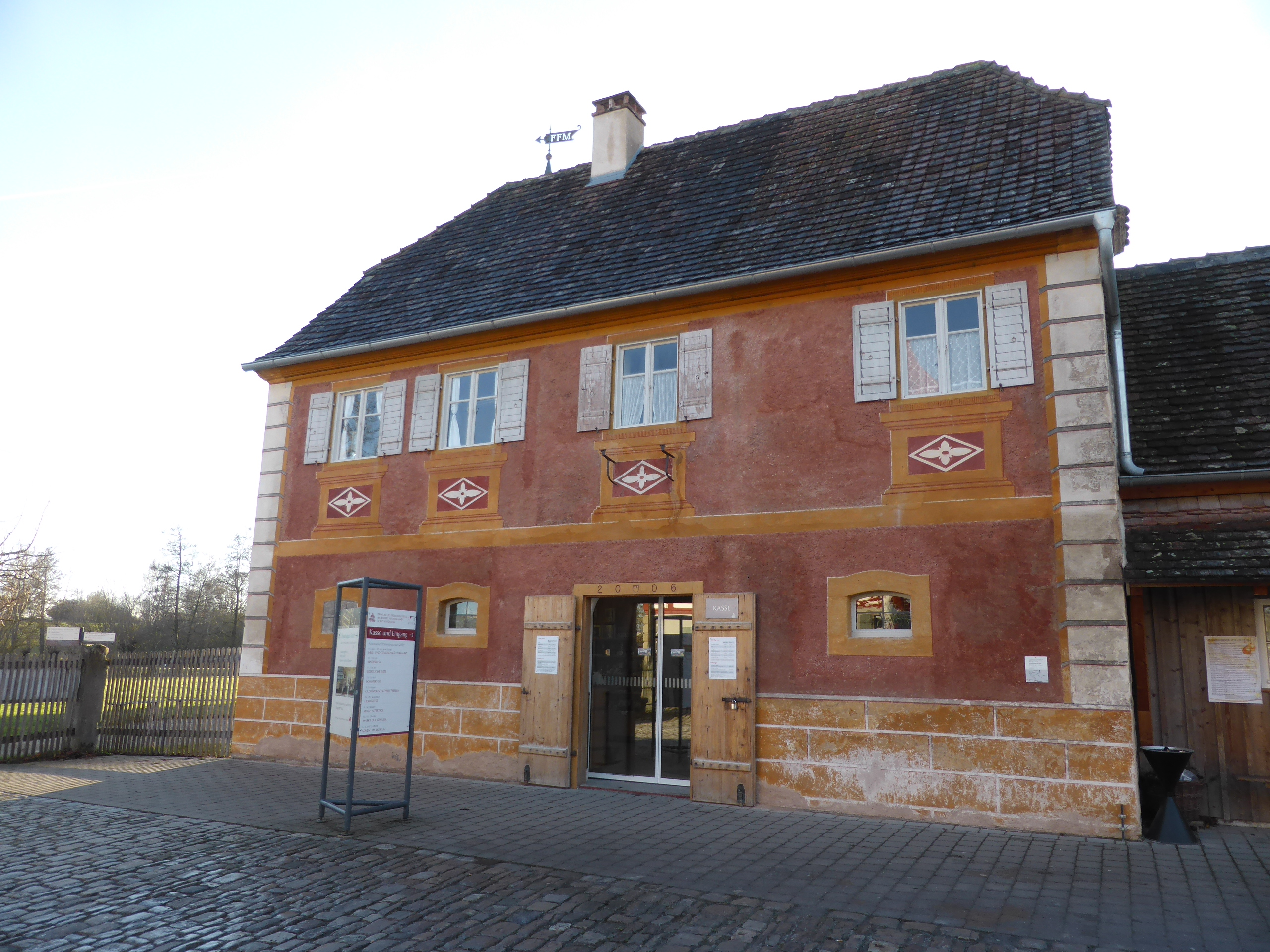
Korbhaus aus Knittelsbach
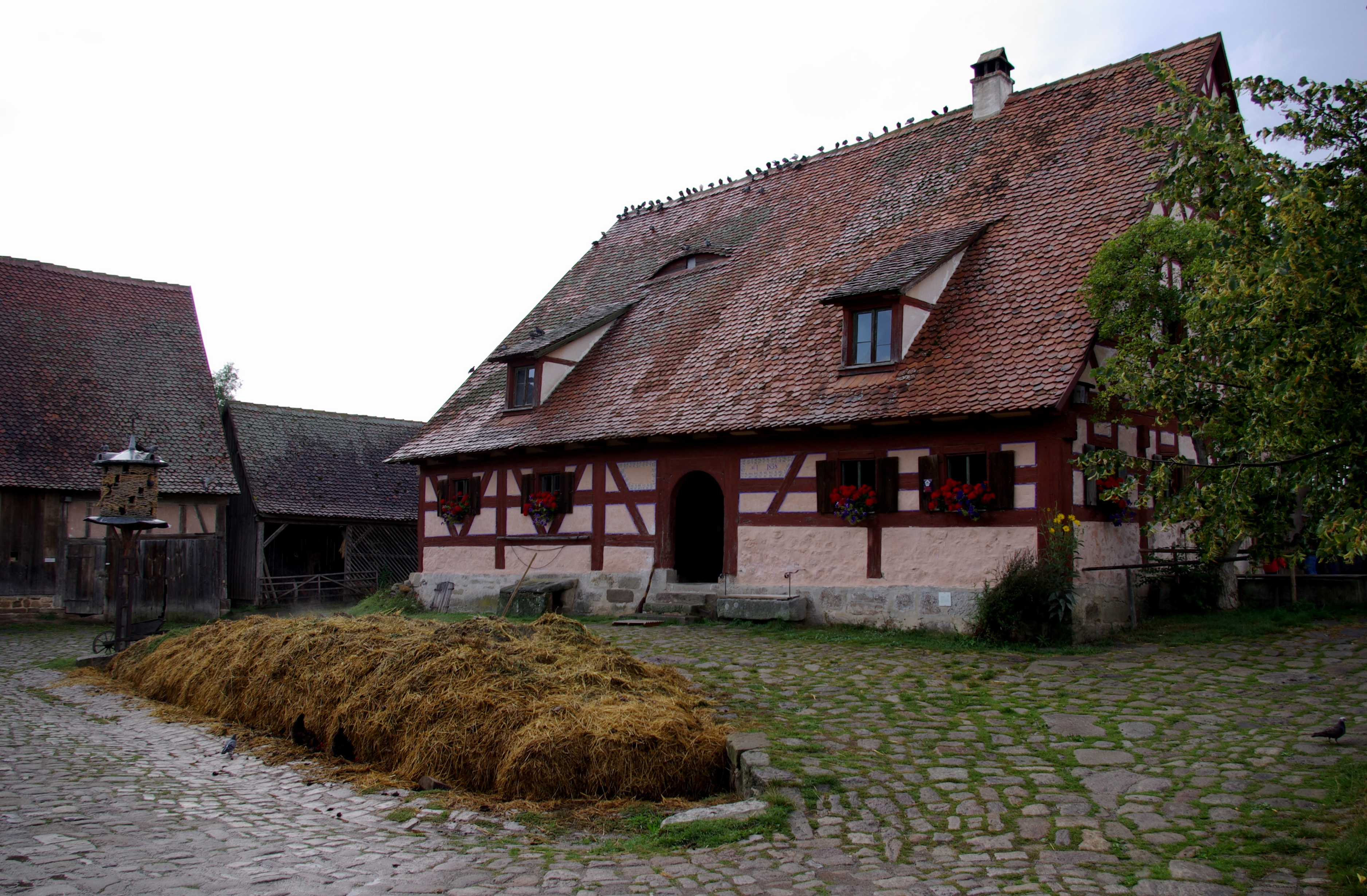
Bauernhaus (1684) aus Seubersdorf
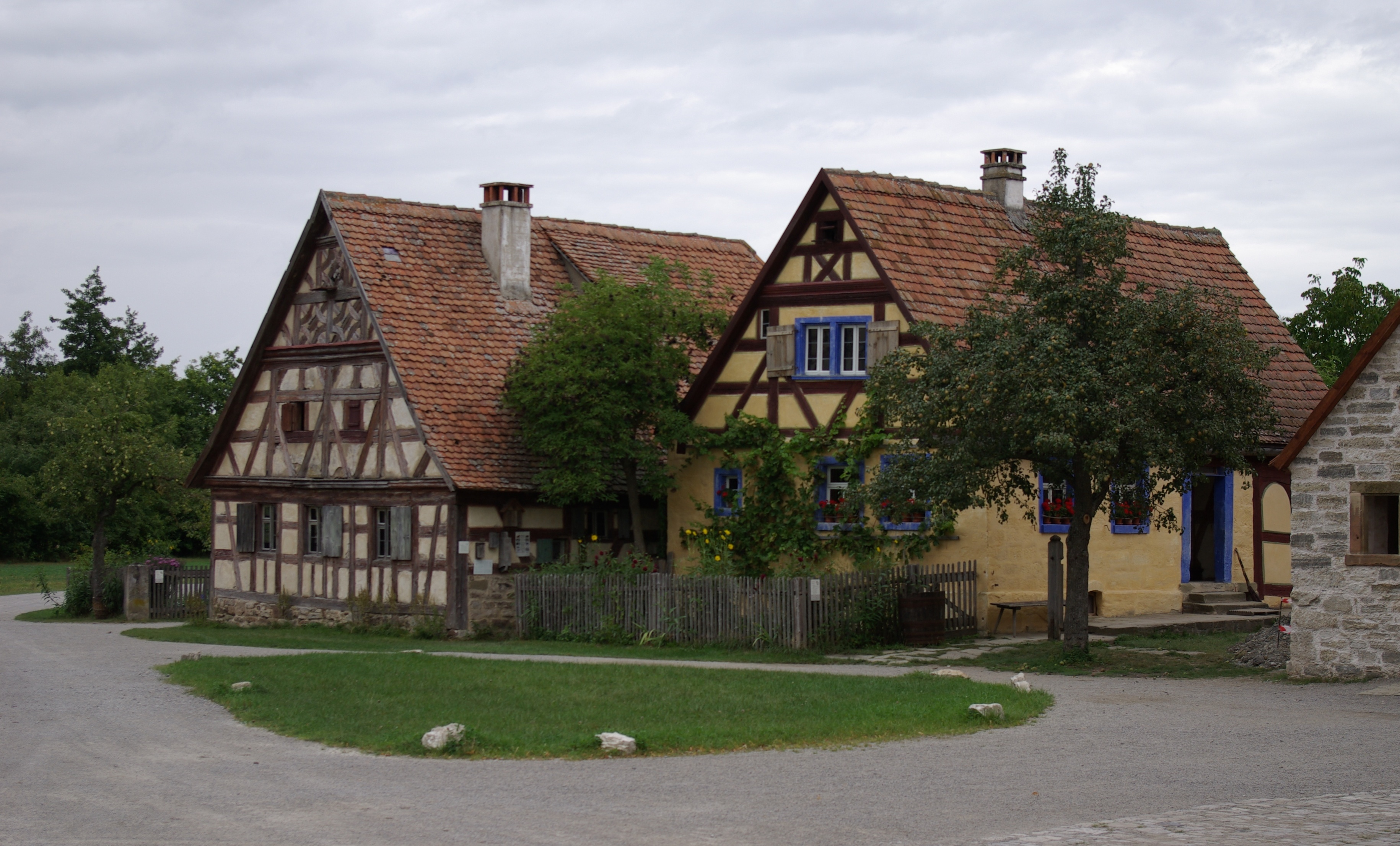
Köblerhaus (1702) aus Oberfelden und Häckerhaus (1706) aus Ergersheim
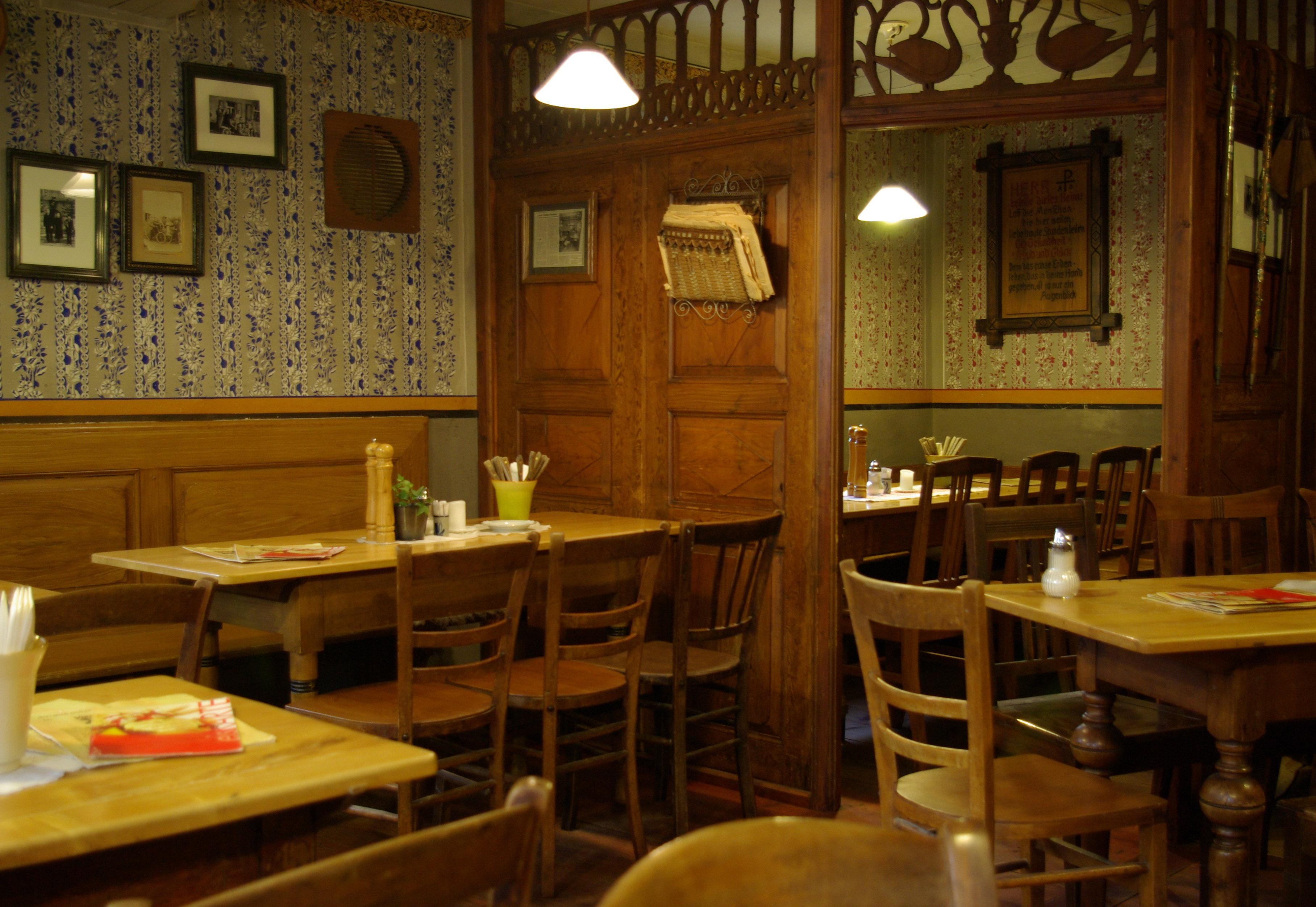
Innenraum des Gasthauses aus Mühlhausen
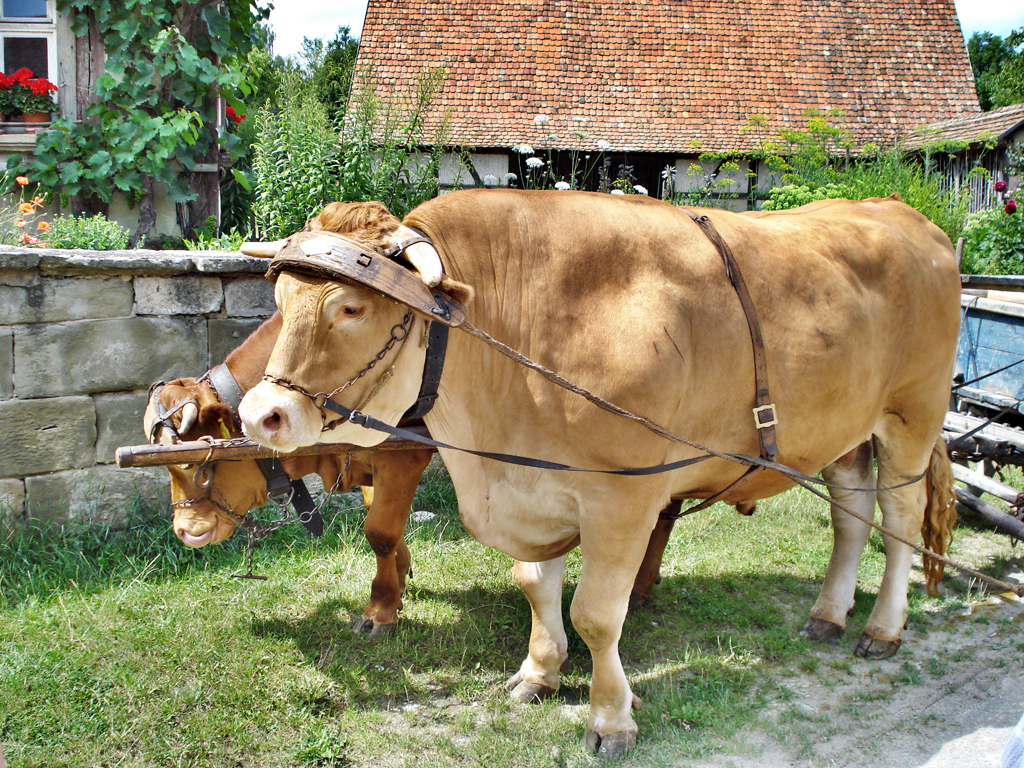
Ochsengespann im Freilandmuseum
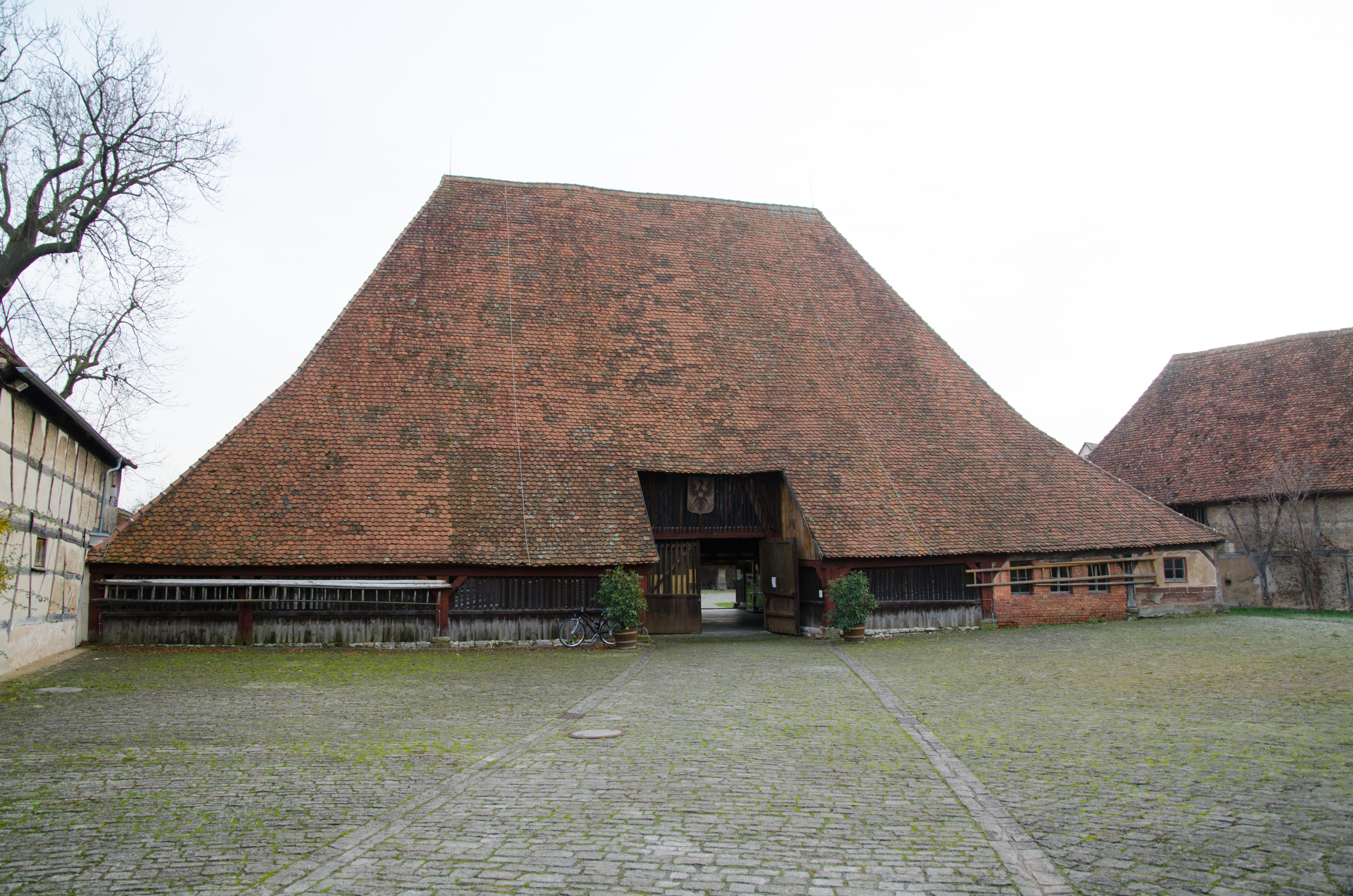
Der Alte Bauhof im Ort Bad Windsheim

## Veranstaltungen und Drehort

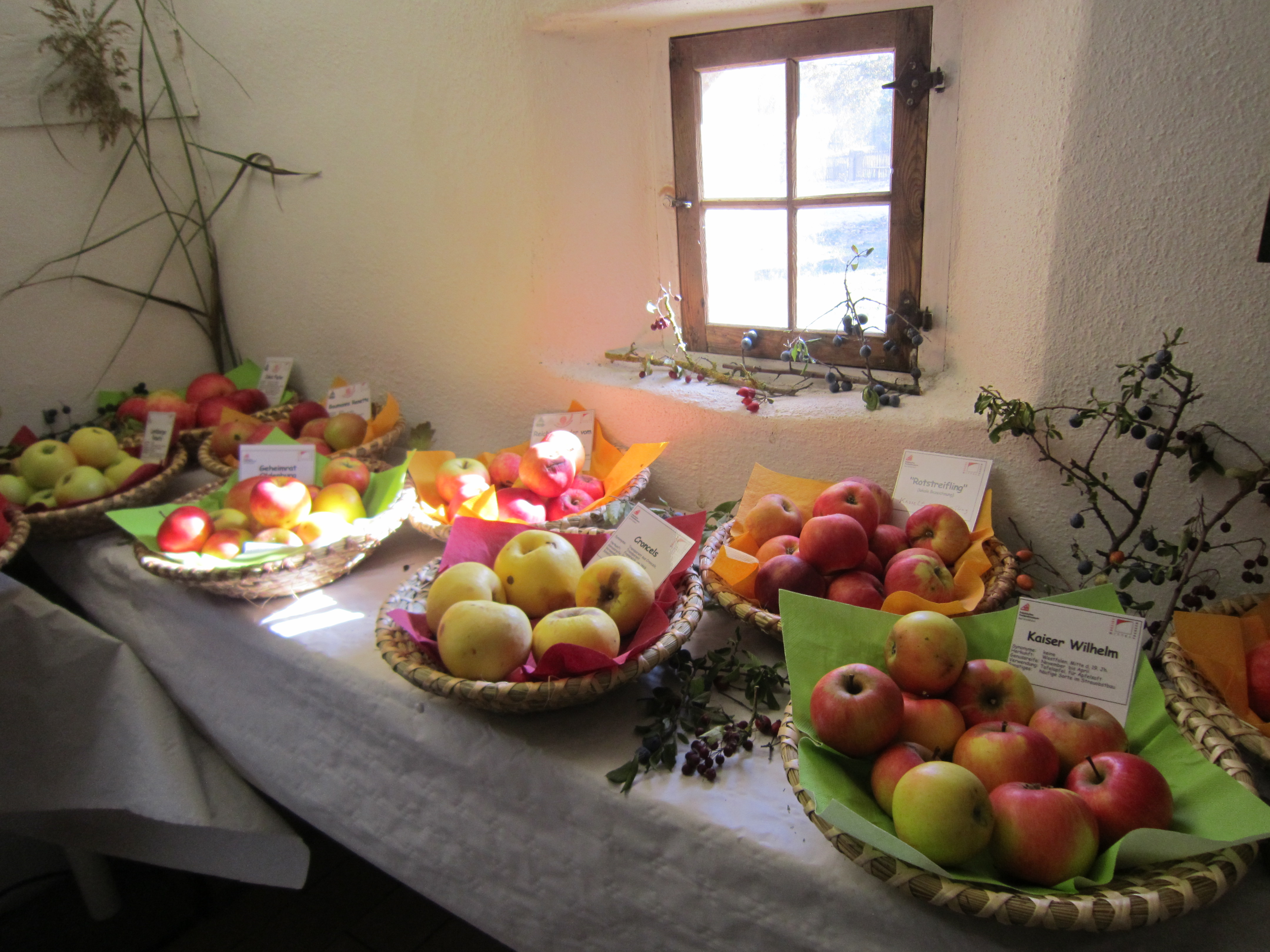
Präsentation alter Apfelsorten im Herbst

Bei Schauvorführungen zeigen Handwerker ihre Fähigkeiten. Dabei erleben die Besucher, wie Zimmerleute, Schreiner, Steinmetze, Glaser, Büttner oder Schmiede früher gearbeitet haben. Diese Kenntnisse werden auch zum Aufbau und der Pflege des Museums benötigt.
Auf dem Gelände werden zudem Theaterstücke aufgeführt, regelmäßig Lesungen veranstaltet und Führungen zu Spezialthemen angeboten. Darüber hinaus gibt es ein umfangreiches Seminarprogramm, das sich an Laien und Fachleute wendet. Schulklassen können aus etwa 30 verschiedenen Aktionen zu unterschiedlichen Themengebieten für verschiedene Altersgruppen auswählen.
Einige Szenen aus dem Film Lauf Junge lauf (2013) von Pepe Danquart wurden im Freilichtmuseum Bad Windsheim gedreht.
2015 dienten die Bauten im Freilandmuseum teilweise als Kulisse für den Film Valentina unter der Regie von Max Kidd und Tobias Rosen.

## Finanzierung und Organisation
Träger des Museums ist der Bezirk Mittelfranken. Darüber hinaus gibt es mit dem Förderverein Fränkisches Freilandmuseum e. V. (Gründung 1975), dem Förderverein Spitalkirche (Gründung 1991) und dem Förderverein Jagdschlösschen (Gründung 2001) drei Fördervereine.
Gründungsdirektor des Museums war Konrad Bedal, der das Museum bis 2010 leitete. Seit 2010 wird das Museum von Herbert May als Museumsdirektor geleitet. Im März 2025 wurde bekannt, dass Karin Falkenberg, seit 2014 Leiterin des Spielzeugmuseums Nürnberg, ab Oktober des Jahres die Leitung des Fränkischen Freilandmuseums Bad Windsheim als Nachfolgerin von May übernimmt.

## Auszeichnungen
- 1991: Bayerischer Museumspreis.
- 2002: „Goldene BierIdee“ des Bayerischen Brauerbundes und des Bayerischen Hotel- und Gaststättenverbandes für den Erhalt und die Wiederbelebung historischer Braustätten.[12]
- 2016: Heimatpreis Bayern[13]